# Mesjańskie Zbory Boże (Dnia Siódmego)
Mesjańskie Zbory Boże (Dnia Siódmego), dawn. Zbory Boże Chrześcijan Dnia Siódmego – chrześcijański związek wyznaniowy o charakterze ewangelikalnym i unitariańskim, głoszący konieczność przestrzegania biblijnego Dekalogu, w tym przykazania o święceniu szabatu, rozumianego jako dzień sobotni. Pismo Święte uważane jest za jedyny i ostateczny autorytet. Celem Zborów Bożych Dnia Siódmego jest dążenie do ideału Wspólnoty I wieku n.e., przy jednoczesnym zachowaniu autonomii lokalnych zborów (kongregacjonalizm).

## Historia
Zbory Boże Chrześcijan Dnia Siódmego wyodrębniły się z Kościoła Chrześcijan Dnia Sobotniego w 1989 roku dążąc do większej autonomii zborów, która cechowała tę społeczność w latach 1933–1961. Rejestracja nastąpiła we wrześniu 1991 r. W pierwszej fazie ruch ten rozwijał się na bazie autonomicznego zboru w Brennej, którego dzieje sięgają 1912 r. Tam też mieściła się pierwsza siedziba społeczności (obecnie w Wodzisławiu Śląskim). Od 1996 Zbory Boże nawiązały braterskie kontakty z Kościołem Bożym (Dnia Siódmego), a od 1999 r. są z nim stowarzyszone (mimo że same nie uznają stosowania nazwy „kościół” powołując się na znaczenie greckiego słowa ekklesia, które po polsku znaczy „zgromadzenie”). Napływający sympatycy utworzyli nowe zbory połączone w jedną społeczność. Jednak każdy zbór jest autonomiczny. 
W 2019 r. nastąpiła zmiana nazwy na „Mesjańskie Zbory Boże (Dnia Siódmego)”.
Na początku 2022 r. związek miał 2 zbory w Polsce i 1 w Irlandii, a ponadto 39 punktów misyjnych w Polsce i 7 zagranicznych.
W 2020 roku Rafał Kowalewski, który był odpowiedzialny za prowadzenie strony internetowej, został pozbawiony członkostwa "z powodu głoszenia nauki niezgodnej z Biblią nt. szabatu oraz sprzeniewierzenia się Wspólnocie". Jednocześnie dotychczasowa strona wyznania wciąż jest przez niego administrowana. Tymczasem od wyrażanych przez niego poglądów publikowanych na dotychczasowej stronie internetowej Mesjańskich Zborów Bożych odcięli się inni członkowie ugrupowania w oświadczeniu opublikowanym na nowo założonej witrynie. 

## Nauka
Przekonania Zborów Bożych, zgodnie z protestancką zasadą sola scriptura, oparte są wyłącznie na Biblii, uznawanej za natchniony zbiór składający się z 39 ksiąg Pism Hebrajskich (tzw. Starego Testamentu) oraz 27 ksiąg Pism Mesjańskich (tzw. Nowego Testamentu). Zbory Boże uznają Jeszuę Pomazańca jako Syna Bożego oraz jedynego pośrednika pomiędzy Bogiem Jahwe a ludźmi. Działalność Tchnienia Świętego, zgodnie z doktryną Zborów Bożych, uwidacznia się w społeczności zbawionych poprzez owoce i dary tchnieniowe oraz doświadczenie zanurzenia w Tchnieniu Świętym. Zbawienie uznawane jest za dar łaski Bożej, przyjmowany przez wiarę. Ważny element doktryny Zborów Bożych stanowi nauka o nowonarodzeniu, które dokonuje się w życiu wierzącego i skruszonego grzesznika w odpowiedzi na jego szczerą modlitwę i osobiste przyjęcie Jeszuy Mesjasza jako Pana i Zbawiciela. Tylko osoby nawrócone i świadome swojej decyzji mogą przyjąć zanurzenie. Każdy nowo narodzony chrześcijanin otrzymuje zadatek tchnienia świętego, jako „rękojmię zbawienia i dziedzictwa”. Zbory Boże wierzą, że w skład powszechnej Wspólnoty Bożej wchodzą wszyscy narodzeni z wody i z tchnienia chrystianie, niezależnie od ich przynależności konfesyjnej. Za jedyną głowę Wspólnoty Mesjańskiej uważa się Jeszuę Mesjasza. Uznaje się ponadto zasadę powszechnego kapłaństwa wierzących, równości wszystkich wyznawców oraz niezależności i autonomii lokalnych zborów, przy równoczesnej współpracy między nimi, celem wzajemnego budowania się oraz umacniania w wierze i służbie. Mesjanie odrzucają pogląd, że tzw. dusza ludzka jest nieśmiertelna (kondycjonalizm), gdyż hebr. nefesz a gr. psyche znaczy po polsku „osoba żyjąca”, „istota” a ta przecież umiera (zarówno ciało, jak i psychika).
Mesjańskie Zbory Boże (Dnia Siódmego) są wspólnotą sabatariańską. Podkreślają w swej nauce i praktyce ważność zachowywania literalnej, biblijnej wersji dziesięciu przykazań Bożych, jako wyrazu posłuszeństwa woli Bożej. Dekalog uznawany jest jako niezmienne w czasie i nadal obowiązujące Boże prawo moralne. Mesjanie przestrzegają sobotę jako dzień święty. Określany jest on w księgach Pism Hebrajskich jako „dzień Pański” oraz „siódmy dzień tygodnia” (zgodnie z biblijną rachubą). Okres ten, poświęcany jest w sposób szczególny na uwielbienie Boga i odpoczynek od zajęć całego tygodnia. W dniu tym odprawiane są zgromadzenia, na które składa się studium Biblii, kazania, pieśni, modlitwy itp. Mesjanie uważają także za stosowne przestrzeganie „diety biblijnej”, mającej związek z biblijnym prawem czystości pokarmów – wyklucza ona m.in. spożywanie krwi oraz zwierząt określanych przez Biblię jako nieczyste (m.in. wieprzowiny).
Praktykuje się dwa ustanowienia (obrzędy):
- zanurzenie nawróconych osób w wieku świadomym (tzw. chrzest) dokonywane w imieniu Jeszuy (Jezusa),
- spożywanie Wieczerzy Pańskiej pod postaciami chleba przaśnego i wina, której towarzyszy wzajemne umywanie nóg, obchodzone raz w roku w dniu 14 Nisan.

Zbory Boże podkreślają znaczenie prowadzenia uświęconego i pobożnego życia w zakresie osobistym, rodzinnym, zborowym oraz społecznym. Mesjanie nie używają tytoniu, alkoholu oraz narkotyków. Praktykują modlitwę, post oraz rozważanie Słowa Bożego. Kładą nacisk na konieczność stałej łączności z Bogiem i codzienne jej odnawianie. Powstrzymują się także od służby wojskowej. Uważają, że każdy chrześcijanin zobowiązany jest do wspierania dzieła ewangelizacji, więc każdy powinien być czynnie zaangażowany w służbę głoszenia dobrej nowiny o Królestwie Bożym. Zbory Boże chcą dotrzeć do każdego miasta w Polsce i zakładać tam nowe zbory. W tym celu zakładają najpierw Punkty Misyjne, które później przekształcają się w zbory.
Eschatologia wyznania zakłada widzialne i powszechne powtórne przyjście Chrystusa oraz zmartwychwstanie wszystkich ludzi: sprawiedliwych do żywota wiecznego, a niesprawiedliwych na wieczne zatracenie (unicestwienie). Nagrodą dla zbawionych będzie życie wieczne na nowej ziemi.
Mesjańskie Zbory Boże łączą się duchowo ze wszystkimi społecznościami chrześcijańskimi, które przestrzegają dziesięciu przykazań i święcą dzień sobotni, współpracując z nimi i jednocząc się w składaniu świadectwa o swej wierze.

## Działalność
Zbory Boże spotykają się na zgromadzeniach w dniu sobotnim, aby studiować Pismo Święte bez pomocy jakichkolwiek publikacji, modlić się wspólnie, śpiewać pieśni, słuchać kazania. Wydawane jest czasopismo (kwartalnik) Łącznik Biblijny (do 2015 Łącznik Zborowy) w nakładzie 300 egz. (2014), informujące o życiu Zborów Bożych w Polsce oraz omawiające zagadnienia biblijne. Pismo to ukazuje się od 1996 r. Początkowy nakład wynosił 150 egz. – 1999 r. W 2014 roku ukazywało się w nakładzie 300 egz.. Redaktorem pisma jest Bolesław Parma. Zawiera ono nauczanie biblijno-ewangelizacyjne. Powołując się na nauczanie Jeszuy „darmo wzięliście, darmo dawajcie” wydawane jest ono bezpłatnie i dostarczane jest dla wszystkich zainteresowanych, którzy zgłoszą chęć otrzymywania tego kwartalnika. Archiwalne numery są zamieszczane na stronie internetowej Zborów Bożych.

## Kwestie prawne
Mesjańskie Zbory Boże (Dnia Siódmego) są społecznością o uregulowanej sytuacji prawnej, działającą legalnie na terenie całej Polski. Wpisane są do Rejestru Kościołów i innych związków wyznaniowych Ministerstwa Administracji i Cyfryzacji pod nr. 63. Przewodniczącym Zborów jest Emil Stekla.

## Statystyki

### Dane według statystycznych ankiet wyznaniowych
| Rok  | Liczba wiernych | Liczba zborów | Liczba punktów misyjnych | Liczba starszych |
| ---- | --------------- | ------------- | ------------------------ | ---------------- |
| 2000 | 114             | 10            |                          | 10               |
| 2005 | 123             | 10            |                          | 10               |
| 2006 | 116             | 10            |                          | 10               |
| 2007 | 129             | 10            |                          | 10               |
| 2008 | 76              | 4             |                          |                  |
| 2009 | 104             | 7             |                          | 7                |
| 2010 | 87              | 3             |                          | 7                |
| 2011 | 84              | 5             |                          | 7                |
| 2012 | 77              | 5             |                          | 7                |
| 2013 | 95              | 5             |                          | 7                |
| 2014 | 143             | 7             |                          | 7                |
| 2015 | 150             | 7             |                          | 7                |
| 2016 | 146             | 7             |                          | 7                |
| 2017 | 150             | 7             |                          | 7                |
| 2018 | 167             | 11            |                          | 13               |
| 2019 | 123             | 3             | 32                       | 7                |
| 2020 | 142             | 4             | 34                       | 8                |
| 2021 | 144             | 4             | 39                       | 7                |
| 2022 | 106             | 3             |                          | 5                |
| 2023 | 86              | 3             |                          | 5                |

### Dane według wyników spisów powszechnych
| Spis powszechny               | Liczba deklaracji |
| ----------------------------- | ----------------- |
| Narodowy Spis Powszechny 2011 | 1–99              |
| Narodowy Spis Powszechny 2021 | 50                |